# Cinacanthus crescentus
Cinacanthus crescentus är en skalbaggsart som beskrevs av Gordon och Paul E.Skelley 2007. Cinacanthus crescentus ingår i släktet Cinacanthus och familjen Aphodiidae. Inga underarter finns listade i Catalogue of Life.